# Montaïn
Montaïn is een gemeente in het Franse departement Tarn-et-Garonne (regio Occitanie) en telt 109 inwoners (2009). De plaats maakt deel uit van het arrondissement Castelsarrasin.

## Geografie
De oppervlakte van Montaïn bedraagt 4,0 km², de bevolkingsdichtheid is dus 27,3 inwoners per km².
De onderstaande kaart toont de ligging van Montaïn met de belangrijkste infrastructuur en aangrenzende gemeenten.

## Demografie
Onderstaande figuur toont het verloop van het inwonertal (bron: INSEE-tellingen).